# Parafia Najświętszego Serca Pana Jezusa w Bykowinie
Parafia Najświętszego Serca Pana Jezusa w Bykowinie – parafia w dekanacie Kochłowice w archidiecezji katowickiej.

## Powstanie parafii
Parafia została erygowana 1 sierpnia 1925 roku. Pierwszym proboszczem mianowano ks. Karola Fabisia. Do chwili powstania Bykowina należała do parafii kochłowickiej Trójcy Przenajświętszej. Powstały pierwsze organizacje kościelne: Sodalicja Mariańska, III Zakon Świętego Franciszka, Stowarzyszenie Młodzieży Męskiej oraz Bractwo Różańcowe. W 1931 roku do parafii w Bykowinie należało 2660 katolików. 
Od początku istnienia parafii zdecydowaną większość katolików stanowiły rodziny robotnicze, co związane było z wysoko rozwiniętym przemysłem na terenie Bykowiny i w okolicy. W 1825 roku powstała tu pierwsza cynkownia, w 1876 roku kolejna. W połowie XIX wieku zaczęły działać kopalnie węgla kamiennego, a nieco później cegielnia i fabryka blach. W 1928 roku powstała fabryka porcelany. Dziś zatrudnienie mieszkańcom Bykowiny dają głównie pobliskie kopalnie.

### Budowa kościoła
Pierwotnie miejscem spełniającym funkcje kościoła była zbudowana w 1860 roku mała kapliczka Matki Bożej Różańcowej, zburzona w 1940 roku przez Niemców. Ponieważ jednak była za mała, za prośbą ks. Ludwika Tunkla – proboszcza kochłowickiego, miejscowa szkoła zgodziła się odstąpić dwie klasy, które przystosowano na cele kultu. 13 czerwca 1920 roku poświęcono nową kaplicę, która mogła pomieścić 400 – 600 osób.
26 czerwca 1935 roku Rada Parafialna uchwaliła konieczność budowy kościoła. 25 sierpnia 1935 roku poświęcono kamień węgielny pod budowę kościoła, który miała stanąć na najwyższym punkcie Bykowiny – tzw. „skałce”. Kościół zaprojektował inż Jan Affa. W stylu kościoła można dostrzec elementy nawiązujące do renesansu. 24 listopada 1935 roku na wieży kościelnej zawieszono 3 dzwony. Większość elementów wyposażenia została ufundowana przez parafian. 8 grudnia 1935 roku kościół został poświęcony. W czasie okupacji dzwony zostały skonfiskowane na cele wojenne. 
W latach 1955–1956 zostało zbudowane ogrodzenie z piaskowca wydobytego podczas kopania fundamentów w 1935 roku, a na głównej bramie stanęły figury św. Barbary i św. Floriana. W ramach remontu kościoła w latach 1964–1965 przystosowano wnętrze do wymogów stawianych przez sobór watykański II.

### Proboszczowie
- Ks. Karol Fabiś (1925–1929)
- Ks. Augustyn Potyka (1929–1938)
- Ks. Marian Spychalski (1938–1954)
- Ks. Józef Cogiel (1954–1983)
- Ks. Stefan Cyganek (1983–1993)
- Ks. Jerzy Matysik (1993–2003)
- Ks. Andrzej Chorzępa (2003–2023)
- Ks. Michał Orlik (2023–2024)
- Ks. Michał Stefan (administrator) (od 2024)[1][2]